# Karl den heliges orden (Mexiko)

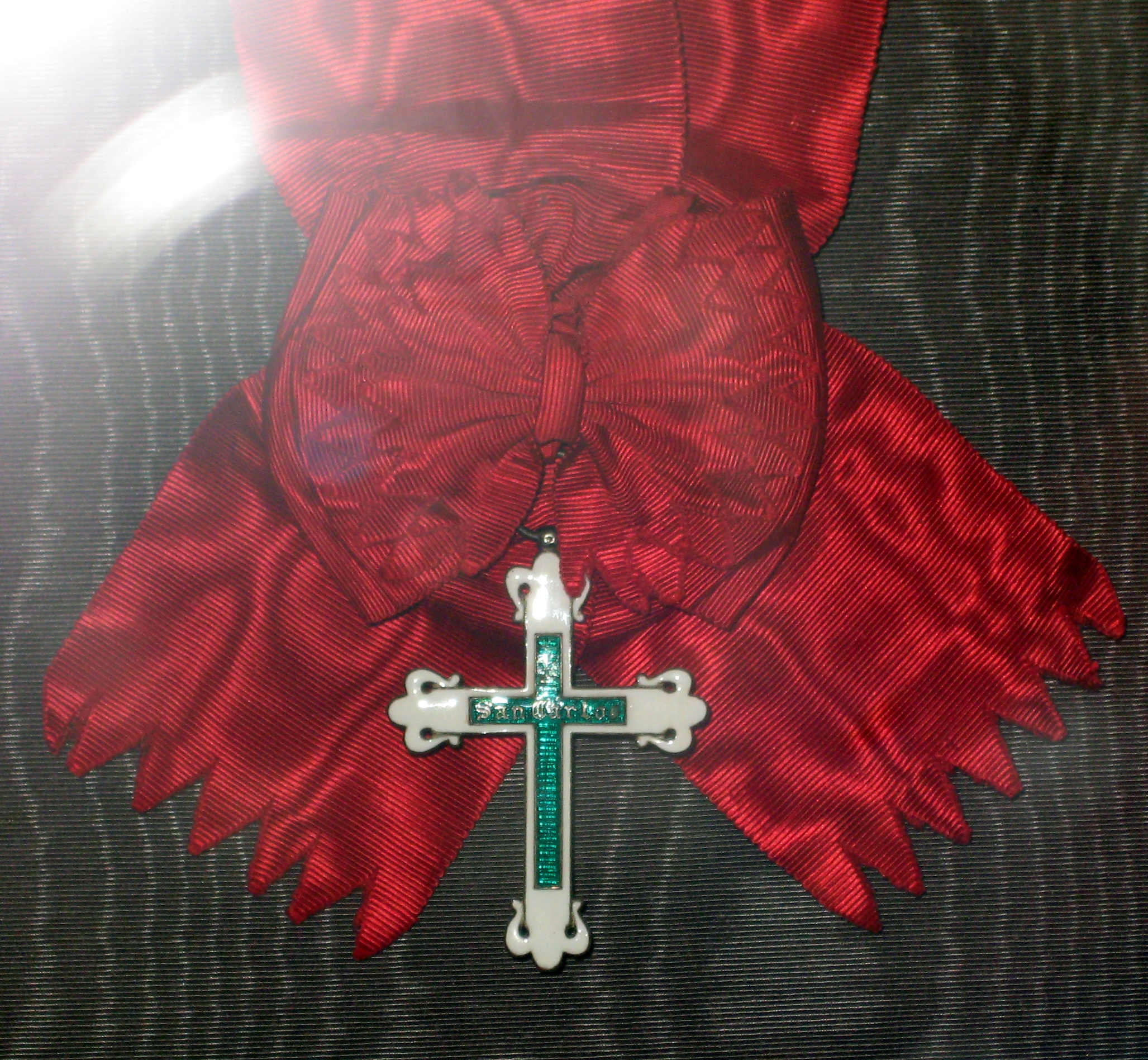
Ordens tecken

Karl den heliges orden, officiellt Kejserliga Karl den helige orden (spanska: Imperial Orden de San Carlos), var en mexikansk orden som grundades den 1 januari 1865 av kejsaren Maximilian. Den delades för utmärkta meriter för samhälle.
Orden delades endast till adliga kvinnor. Antal benämningar av storkors var begränsat till 24 varav största delen var europeiska. Den lägre graden hade ingen begränsning och delades mestadels till mexikanska adliga kvinnor. Orden avskaffades ganska snabbt efter Maximilians regering föll år 1897.
Orden bestod av två grader:
- storkors
- kors